# داگ فیلیپس (گوینده)
داگ فیلیپس (انگلیسی: Doug Phillips؛  – ) یک نویسنده، سخنران، وکیل، و مدافع آموزش خانگی مسیحی است که زمانی رئیس انجمن ویژن بود که اکنون از بین رفته‌است تا اینکه به دلیل رابطه نامناسب و اتهامات سوء استفاده جنسی از سمت خود استعفا داد. او طرفدار پدرسالاری کتاب‌مقدس، آفرینش‌گرایی، آموزش خانگی و کلیسای یکپارچه خانواده است.